# San Juan (Panama)
San Juan – miasto w Panamie, w prowincji Colón. Według Spisu Powszechnego z 2010 roku liczy 14,6 tys. mieszkańców. Sąsiaduje z mniejszymi miastami: na południowym wschodzie z Nuevo Vigía położonym nad jeziorem Alajuela i od północnego zachodu z Río Duque. 
W mieście znajduje się Kościół katolicki, Kościół ewangelicki, a także zbory: adwentystów dnia siódmego, Kościoła Poczwórnej Ewangelii, Kościoła Bożych Proroctw, Kościoła Bożego „Nowe Wino” i bliżej nieokreślonego kościoła „Strumień Jehowy”.   